# C'ereno tre sorelle
C'ereno tre sorelle  è una canzone popolare italiana proveniente dal secolo XII o XIII. Il racconto parla della richiesta di una ragazza a un pescatore di recuperarle un anello caduto in mare. In ogni strofa cambia il nome della ragazza. 

## Testo
Giulietta la più bella, - si mise a navigar.

Nel navigare un giorno -l'anel gli cadde in mar.

volgendo gli occhi all'onde - la vide un pescator

O pescator dell'onde - vieni a pescar più in qua.

Ripescami l'anello - Che m'è caduto in mar.

E se te lo ripesco – Cosa mi darai tu.

Ti do trecento scudi – La borsa ricamà.

Non vo trecento scudi – La borsa ricamà.

Solo um bacin d'amore – Se me lo voi donar.»

## Incisioni
Il brano fu inserito nell'album di Gigliola Cinquetti del 1972 Su e giù per le montagne

## Partitura musicale
Musica
Spartito a 4 voci (TTBB) arr. Pigarelli (quella del campione audio)